# 大王杖子乡
大王杖子乡，是中华人民共和国辽宁省朝阳市凌源市下辖的一个乡镇级行政单位。

## 行政区划
大王杖子乡下辖以下地区：
宫家烧锅村、小刘杖子村、大刘杖子村、山咀村、大王杖子村、冯杖子村、孙杖子村和草萎沟村。